# Dankovszky Gergely Alajos
Dankovszky Gergely Alajos (Gregor Alojz Dankovszky; Teltsch, 1784. február 16. – Pozsony, 1857. december 6.) akadémiai tanár.

## Élete
1796-tól a csehországi Iglauban tanult, ahol csekély ösztöndíjból és leckeadásból élt. 1801-ben a bécsi egyetemre ment, ahol a bölcseletet és teológiát hallgatta. Itt ismerkedett meg Gabelhoven Antal préposttal, aki magával vitte Vágújhelyre, hogy Dankovszky őt az arab nyelvre tanítsa. Megtanulta a görög, francia s utóbb Révai Miklóstól a magyar nyelvet is. Eközben 1805-ben a hermeneutikából és egyházi jogból Olmützben, 1806-ban pedig a dogmatikából Grazban tett szigorlatot. Ekkor a győri akadémián a görög nyelv tanára lett. 1808. november 1.-jén a Pozsonyi Királyi Jogakadémiához helyeztetett át, ahol 1850-ig mint görög nyelv rendkívüli tanára működött, azonkívül az 1808–1809. tanévben a fizikát, az 1809–1810. tanév második felében az egyetemes történetet, az 1830–1831. tanév első felében ismét a fizikát adta elő.
Szapáry gróf kerületi főigazgató kinevezte őt könyvtárnokká, mire barátjával Endlicherrel az akadémiai könyvtárt is rendezte. 1807–1809-ben egyúttal Csáky Lajos grófnak és 1818–1823-ban Walterskirchen György bárónak magántanítója volt, utóbbinak társaságában gyalog beutazta Ausztriát és Stájerországot Velencéig. 1824-ben pedig a stájer Alpokat barangolta be. A vágújhelyi prépost társaságában felsőbb körökben is megfordult s nem egyszer nyert alkalmat, hogy magát kitüntesse, így, midőn Coloredo bíbornoknál Kremsierben mulattak s Rudolf főherceg tiszteletére színházi előadás rendeztetett, ebben Dankovszky mint arab jelent meg és arab dalokat énekelt zenekísérettel.
Irodalmi érdemeiért V. Ferdinánd király De literis merito Gregorio Dankovszky köriratú aranyéremmel diszíté fel.

## Művei
- Die Filanthropos. Eine Idülle auf den Tod… der Kaiserin u. Königin Maria Theresia. Presburg, am 1. May 1807.
- Bey der Vermählung seiner kais. kön. apost. Majestät des Kaisers von Österreich mit ihrer königl. Hoheit der Erzherzogin Maria Ludovica Beatrix von Österreich am 6. Jänner 1808. Pressburg, 1808. (Költemény.)
- Bey der feyerlichen Einsetzung Sr. Exc. des Herrn Grafen Joseph Szapáry… zum Obergespan des löbl. Wieselburger Komitats. Uo. 1808. (Költemény.)
- Bey der freudigen Rückkunft nach Pressburg des Fürsten Anton Grassalkovich von Gyarak… aus der Csongráder Gespanschaft. Uo. 1808. (Költemény.)
- Bey der Krönung… der Kaiserin von Oesterreich Maria Ludovika zur Königin von Ungarn. Uo. 1808. (Költemény német és görög nyelven.)
- Sr. Königl. Hoheit dem Erzherzog Karl Ambrosius ehrfurchtvoll gewidmet. Uo. 1808. (Német és görög költemény.)
- Elementa linguae graecae practica. Auditorum suorum usui accomodavit. Uo. 1808
- Grammatica linguae graecae. Pars elementaris methodo lexici Schneideriani exarata. Viennae, 1812
- An den Völkerretter Kaiser, König Franz. A diadalmas királyunkhoz. Uo. 1814. (Költemény.)
- Bey der erfreulichen ankunft in Pressburg Sr. Majestät des Kaisers Alexander I. Selbstherschers aller Reussen. Pressburg, 1814. (Költemény.)
- Horvát István: Nagy Lajos és Hunyadi Mátyás híres magyar királyoknak védelmeztetések a nemzeti nyelv ügyében. Schwartner Márton úr vádjai és költeményei ellen írta Horvát István / Schwartner Márton úr vádjai és költeményei ellen írta Horvát István / Dankovszky Gergely: A magyar nemzet maradékai az ősi lakóhelyekben; s.n., Pest, 1815
- In ferias autumnales r. acad. et archigymn. Posoniensis apud… Benedictinos. Posonii IV. aug. 1823. Posonii (Görög és latin költ.)
- Principi-Primati Aeppo Strig. Alex. a Rudna grates r. academiai Posoniensis pro aperto juventuti studiosae templo. Uo. 1823
- Hungarae constitutionis origines gentis incunabula et diversae sedes, quae e graecis, latinis, syriacis, arabicis, slovenis et domesticis fontibus deduxit… Cum tabula graphica priscas hungarorum sedes exhibente. Uo. 1825
- Fragmente zur Geschichte der Völker ungarischer und slawischer Zunge, nach den griechischen Quellen bearbeitet. Uo. 1825
- Hungarae gentis avitum cognomen, origo genuina sedesque priscae, ducentibus graecis scriptoribus coaevis detectae. Uo. 1825. (Ism. Tudom. Gyűjt. II. 97.)
- Continuatio resolutionis problematum ab incl. deputatione instituti Marczibányi propositum. Uo. 1825
- A magyar nemzet maradéki az ősi lakhelyekben. Uo. 1826
- Abstammung und Urvaterland der Ungarn als Würdigung aller vorzüglichern über diesen Gegenstand bisher erschieneen Schriften. Von Carl. Szeleczky. Uo. 1826. (Mint iró Sz. K. szerepel ugyan, de a mű D.-. L. Tudomány Tár 1836. II. 221. l.)
- Anonymus Belae regis notarius, Simon de Kéza et Joannes de Turótz de hungarorum natali solo referentes recensiti et illustrati. Uo. 1826
- Der Völker ungarischer Zunge und insbesondere der 7 Völkerschaften, von welchen die heutigen Magyaren unmittelbar abstammen, Urgeschichte, Religion, Cultus, Kleidertracht, Verkehr mit den Persern und Griechen,… 500 Jahre vor Chr. Geb. Nebst 100 rein griechischen und einigen persischen Worten, die man bis jetzt für echt ungarisch gehalten hat. Zum erstenmale nach den griechischen Quellen bearbeitet. Uo. 1827
- Die Griechen als Stamm- und Sprachverwandte der Slawen. Historisch und philologisch dargestellt. Uo. 1828
- Homerus slavicis dialectis cognata scripsit. Vindobonae, 1829
- Griechisch und slavisch gleichlautend und gleichbedeutend, nebst einer deutschen Uebersetzung. Pressburg, 1833
- In ferias autumnales r. academiae et archigymnasii Posoniensis apud a. r. ac cl. patres Benedictinos. Uo. 1833 (Görög és szlovák versek, latin és német fordítással.)
- Auf die glückl. Rückkehr nach Pressburg Sr. Exc. des Herrn J. L. Pyrker… Uo. 1833 (Görög és több nyelven, német fordítással.)
- Magyaricae linguae Lexicon critico-etymologicum, e quo patefit, quae vocabula Magyari e sua avita Caucasia dialecto conservarint, quaeve a Slavis, uti Bohemis, Carniolis, Croatis, Illyriis, Polonis, Russis, Serbis, Slavis Pannoniis, Vendis, Valachis, porro a Graecis, Germanis, Italis etc. adoptarint. Uo. 1833 Online
- Matris Slavicae filia erudita vulgo lingua graeca, seu gramatica cunctarum slavicarum et graecarum dialectorum in suis primitivis elementis et inde conflatis organicis formis exhibita, gallicae, italicae et latinae linguae habita ratine. Uo. 1836–37. Két rész.
- Constit. Hungariae origines. Uo. 1836
- Die Götter Griechenlands, die zum Theil bei den Alten, zum Theil bei den jetzigen Slaven noch leben, in ihrer eigentlichen und sinnbildlichen Bedeutung dargestellt. Nebst einem grichisch-slavischen Etymologikon der Namen der griechischen Gottheiten. Uo. 1841
- Anakreon der fröhliche Grieche sang vor 2370 Jahren griechisch-slavisch. Uo. 1847 (ezen munkáját sokan megtámadták)

Kéziratban maradtak: lírai költeményei, Pozsony város története, Appius a trimvir című hősi drámája, Caroline oder das Opfer der Liebe című regénye.